# José Garzón Ruíz
José Garzón Ruiz, (nacido en San Fernando (Cádiz), 6 de abril de 1871-, ibidem, 7 de marzo de 1955), fue un abogado, escritor, escultista y pionero esperantista español. Fue un ciudadano inquieto e innovador que influyó de manera decisiva en la vida social y cultural de San Fernando y de la vecina Cádiz. No hubo actividad en San Fernando en la que él no participara. Fue juez suplente desde 1897 y titular en 1902, y durante el periodo 1907 hasta 1911. Ejerció como alcalde de San Fernando desde octubre de 1923 hasta mayo de 1925. También delegado y presidente de la Cruz Roja provincial en 1918 y 1919, presidente de la «Junta de amigos de la fiesta del árbol» (que él creó) durante muchos años y presidente de la «Real sociedad colombófila» en San Fernando.

## Esperanto
En 1907 ingresó en la Hispania Societo de Esperanto, y desde entonces fue una de sus grandes pasiones, siendo autor de diversas publicaciones como el Prontuario de Esperanto y la Gramática completa, que fue recomendada por el inventor de esta lengua, L. L. Zamenhof. Autor de diversas obras en español y esperanto. Fundador de los periódicos Gazeto Andaluzia y Gazeto Hispana.

## Escultismo
Uno de los pioneros del movimiento scout en la provincia de Cádiz, enseñó esperanto a la tropa de exploradores de San Fernando, en el que participó activamente hasta los años 1930. Contribuyó con sus propiedades de «El Jardinillo» para la creación de un campamento de exploradores permanente. A lo largo de su trayectoria escultista fue Instructor, Presidente del Consejo local y Delegado Provincial de la Institución Exploradores de España. En 1928 le fue concedida la máxima recompensa española de aquel momento, el «Lobo de Bronce» (precursor del «Lobo de Plata»). 

## Obra
- Gramática Completa, Editorial Sopena, 1908.
- Prontuario de Esperanto, Sucesores de M. Soler (ed.), 1909.
- ¿Quiere usted hablar esperanto?, manual práctico de conversación ISBN 978-84-121386-8-9